# Renate Groenewold

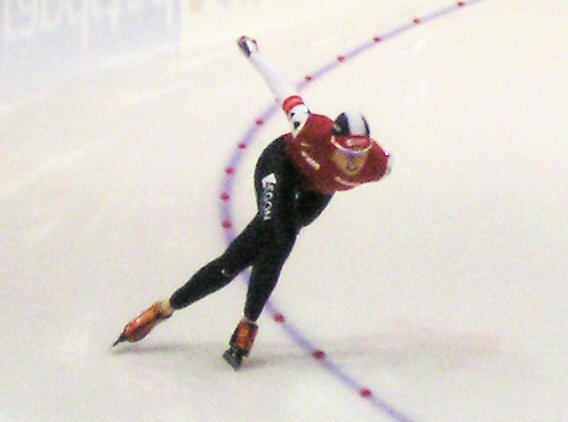
Renate Groenewold

Renate Groenewold (née le 8 octobre 1976 à Veendam) est une patineuse de vitesse néerlandaise.
Elle devient vice-championne olympique lors des Jeux olympiques d'hiver de 2002 sur l'épreuve de 3 000 m et confirme cette place de second pendant les Jeux olympiques d'hiver de 2006 sur cette même épreuve.

## Records personnels (en 2006)
| 500 m   | - | 39.48   |
| 1 000 m | - | 1.17.16 |
| 1 500 m | - | 1.55.29 |
| 3 000 m | - | 3.58.94 |
| 5 000 m | - | 7.01.21 |